# Холодний розрахунок
«Холодний розрахунок» (англ. Card Counter, «Той, хто рахує карти») — психологічний трилер 2021 року режисера Пола Шредера. У головних ролях — Оскар Айзек, Тай Шерідан, Тіффані Геддіш, Віллем Дефо. Одним із виконавчих продюсерів фільму виступив Мартін Скорсезе.
Прем'єра фільму відбулася 2 вересня 2021 року на 78-му Венеціанському міжнародному кінофестивалі.

## Синопсис
Історія колишнього військового слідчого, який став гравцем та якого переслідують привиди його минулого.
Покер — одна з найскладніших карткових ігор. Навіть якщо ви вивчите всі правила, немає жодної гарантії успіху, адже потрібно не тільки вміти рахувати карти, але й бути майстром психологічного впливу на інших гравців: про перемогу можна забути, якщо ніхто не повірить у ваш блеф.
Вільям прекрасно про це знає, але він також розуміє, що під час гри потрібно зберігати здоровий глузд і не давати волю емоціям. Його навички дозволяють розпочати нове життя. Але не один Вільям досконало розуміється на покері…

## Акторський склад
| Актор           | Роль             |
| --------------- | ---------------- |
| Оскар Айзек     | Вільям Телл      |
| Тай Шерідан     | Керк             |
| Тіффані Геддіш  | Ла Лінда         |
| Віллем Дефо     | майор Джон Гордо |
| Катерина Бейкер | Сара             |
| Джоель Майклі   | Ронні            |